# Willem Drees
Willem Drees (5. července 1886 – 14. května 1988) byl nizozemský sociálnědemokratický politik a premiér.
Do sociálnědemokratické dělnické strany (která byla roku 1946 sloučena s jinými subjekty do nizozemské Strany práce) vstoupil již roku 1904. Dlouho byl jejím regionálním politikem v rodném Haagu. V letech 1933–1940 byl jejím poslancem v parlamentu. Roku 1940 byl zatčen německými okupanty a uvězněn v koncentračním táboře Buchenwald. Roku 1941 se mu však podařilo uniknout a zapojit se do ilegální činnosti.
V letech 1945–1948 byl místopředsedou vlády, v té době byl zároveň ministrem sociálních věcí. Úřad ministerského předsedy zastával v letech 1948–1958. Během výkonu premiérské funkce byl krátce též souběžně ministrem financí (1952) a ministrem pro otázky kolonií (1951). Během své vlády prosadil mnoho sociálních reforem, byl otcem nizozemské verze sociálního státu, a otevřel bolavé téma dekolonizace. Byl též spolutvůrcem konceptu Beneluxu i vojenské organizace NATO.
Po odchodu z premiérského křesla ukončil politickou kariéru a byl mu udělen čestný titul Minister van Staat (jakýsi světský analog šlechtického titulu, který uděluje monarcha – tento uděluje vláda). Stranu práce opustil během vnitřních sporů roku 1971, kdy se odštěpovalo její levé křídlo (do něj však Drees nevstoupil a zůstal bezpartijním). Zemřel až ve svých 101 letech, což mu zajistilo mimořádnou popularitu, úctu a neformální autoritu v nizozemské politice, kterou využíval při publikování svých názorů v tisku a v knihách. I proto byl roku 2004 zvolen třetím největším Nizozemcem všech dob.
Byl aktivním esperantistou a absolutním abstinentem (tzv. teetotaler).

## Vyznamenání
- Medaile svobody se zlatou palmou – USA, 7. dubna 1953
- rytíř velkokříže Řádu svaté Trojice – Etiopské císařství, 1954
- velkokříž Řádu nizozemského lva – Nizozemsko, 22. prosince 1958
- čestný rytíř velkokříže Řádu svatého Michala a svatého Jiří – Spojené království